# Prä-Astronautik

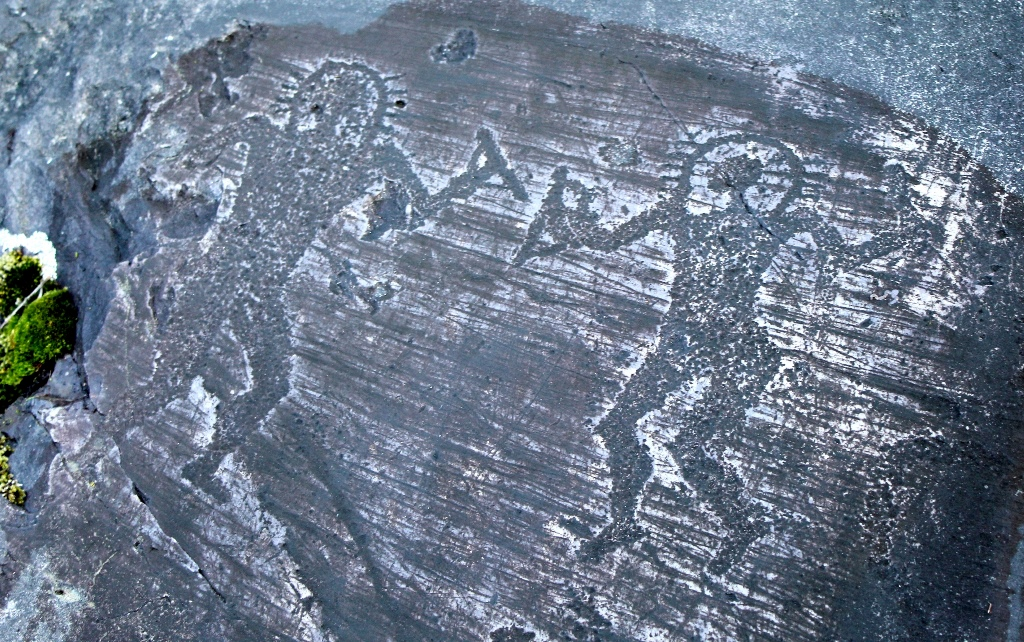
Felsritzungen des Valcamonica (Italien); von manchen Autoren als Darstellung außerirdischer Astronauten auf der Erde gedeutet

Die Prä-Astronautik (auch Paläo-SETI genannt, ein Begriff 1989 von Wladimir Avinsky geprägt, zu englisch search for extraterrestrial intelligence der NASA) ist eine Parawissenschaft, welche die Untersuchung der vermeintlichen Präsenz außerirdischer Intelligenzen auf der Erde während der Vorgeschichte und des Altertums zum Ziel hat. Von ihren Anhängern wird die Prä-Astronautik als Protowissenschaft verstanden, welche Erkenntnisse aus den Altertumswissenschaften und der Astronautik kombiniert. In der akademisch institutionalisierten Forschung, insbesondere in den Altertumswissenschaften, gilt sie als Pseudowissenschaft, deren Thesen nicht belegbar sind. Themen wie Ufoglaube oder Raelismus können Teil prä-astronautischer Anschauungen sein.
Die Prä-Astronautik ist nicht zu verwechseln mit der technisch-wissenschaftlich orientierten Suche nach außerirdischen Zivilisationen (Search for Extraterrestrial Intelligence).

## Geschichte der Prä-Astronautik
Als Vorläufer der Prä-Astronautik gelten die in der Literatur des späten 18. und frühen 19. Jahrhunderts diskutierten Vorstellungen über die Existenz antiker Zivilisationen wie Atlantis, Lemuria oder Mu, denen man eine fortgeschrittene Technologie zuschrieb. Charles Fort spekulierte 1919 in seiner Sammlung unerklärlicher Phänomene (The Book of the Damned), dass die Menschheit ein „Besitztum“ von Außerirdischen sei. In den 1920er Jahren setzten sich die sowjetischen Raumfahrtpioniere Konstantin Ziolkowski und Nikolai Rynin mit der Idee interplanetarer Kontakte in der Vergangenheit auseinander.
In den 1950er und 1960er Jahren beschäftigten sich infolge der Aufmerksamkeit, die UFOs in der weltweiten Öffentlichkeit erregten, mehrere Wissenschaftler, Journalisten und Autoren mit der Theorie. Dazu zählen unter anderem der sowjetische Mathematiker Matest M. Agrest, der italienische Journalist Peter Kolosimo, Forts Schüler W. Raymond Drake, der von Fort und Helena Blavatsky beeinflusste britische Journalist Harold T. Wilkins, der französisch-polnische Okkultist Jacques Bergier und sein Co-Autor Louis Pauwels sowie der Science-Fiction-Autor Robert Charroux. Bei diesen steht allerdings die These im Vordergrund, die Menschheit habe bereits in der Vergangenheit ein hohes zivilisatorisches Niveau erreicht, dieses aber durch einen Atomkrieg verloren. In Esoterik und Geheimwissenschaften habe sich das im Kern technische Wissen der Vorfahren überliefert. Dass dieses von „interplanetarischen Reisenden“ (so Pauwels und Bergier) stamme, steht nur am Rande ihrer kulturkritischen Spekulationen.
1960 spekulierte der amerikanische Astrophysiker Thomas Gold in einem Artikel mit dem Titel Cosmic Garbage (‚Kosmischer Abfall‘) über die Möglichkeit, extraterrestrische Weltraumreisende hätten die Erde vor langer Zeit besucht. Die Wesen hätten ihren Müll zurückgelassen und so unbeabsichtigt Leben auf die Erde gebracht.
1963 brachte der amerikanische Astronom Carl Sagan die Frage auf, ob es in der Vergangenheit Kontakt zwischen Menschen und extraterrestrischen Besuchern gegeben haben könnte und der Umstand aus vielerlei Gründen verfälscht worden ist. Sagan vermutete, Alien-Spezies könnten die Erde öfter besucht und dabei Artefakte auf dem Planeten oder im Sonnensystem zurückgelassen haben.
Große Bekanntheit erlangte die Hypothese über Astronautengötter durch den Schweizer Erich von Däniken, dessen Erstlingswerk Erinnerungen an die Zukunft (1968) sofort zum Bestseller und ein Jahr später verfilmt wurde. Im Unterschied zu seinen Vorgängern spekuliert von Däniken nicht über esoterisches Geheimwissen, sondern argumentiert rein materialistisch: Durch Einwirkung der Außerirdischen hätten die primitiven Urmenschen plötzlich und wie aus dem Nichts Hochkulturen wie die von Sumer oder dem alten Ägypten entwickelt. In den Folgejahren wurde der Begriff „Prä-Astronautik“ geprägt. 1973 wurde in den USA von dem Rechtsanwalt Gene Philipps die Ancient Astronaut Society (AAS) gegründet, die die Zeitschrift Ancient Skies herausgibt. Dokumentarfilme und Fernsehserien sowie viele Bücher befassten sich mit dem Thema. Von Däniken reiste um die Welt und hielt zahlreiche Vorträge. Es bildete sich ein Kanon von archäologischen Stätten und Artefakten sowie überlieferten Texten, die noch als besonders vielversprechende Indizien für die Theorie gelten. Mit Der zwölfte Planet (1976) etablierte sich Zecharia Sitchin als weiterer beliebter Buchautor auf dem Gebiet der Prä-Astronautik, ebenso wie Karl F. Kohlenberg mit Enträtselte Vorzeit (1970).
Ende der 1980er suchten Autoren der Prä-Astronautik nach einer aussagekräftigen Bezeichnung für ihr Forschungsgebiet – der Begriff „Prä-Astronautik“ wurde als unzureichend empfunden, ebenso wie gelegentlich auftretende andere Benennungen wie „Astro-Archäologie“ (eigentlich eine andere Bezeichnung für Archäoastronomie). Vladimir Avinsky schlug „Paläo-SETI“ vor, aufbauend auf der Abkürzung SETI (Search for Extraterrestrial Intelligence, „Suche nach außerirdischer Intelligenz“), die von der NASA geprägt wurde. In den Folgejahren wurde diese neue Bezeichnung im deutschsprachigen Raum vor allem von Johannes Fiebag popularisiert. Bereits 1979 erschien die erste Auflage der deutschsprachigen Ausgabe des Lexikon der Prä-Astronautik, vom Autor Ulrich Dopatka. Die zweite Auflage erschien 1981 und die dritte Auflage 1986. Das Gründungsjahr der deutschsprachigen Sektion der Ancient Astronaut Society (AAS) war 1980 mit der ersten offiziellen Tagung in Fulda, 1-Day-Meeting genannt, die von Erich von Däniken eröffnet wurde und seitdem regelmäßig jedes Jahr stattfindet. Die ersten Autoren der deutschsprachigen Ancient Skies und die ersten Referenten der deutschsprachigen AAS waren Luc Bürgin, Johannes von Buttlar, Axel Ertelt, Johannes Fiebag, Peter Fiebag, Ulrich Dopatka, Hans-Werner Sachmann und Wilfried Stevens. Im Jahr 1999 wurde die deutsche Ausgabe der Ancient Skies umbenannt in Sagenhafte Zeiten, das als Magazin alle zwei Monate erscheint.
Ende der 1990er wurde die Ancient Astronaut Society unter Beibehaltung der Abkürzung AAS in Archeology, Astronautics and SETI Research Association umbenannt. Das deutsche Pendant heißt Forschungsgesellschaft für Archäologie, Astronautik und SETI. Die Forschungsgesellschaft hat ihren Sitz in Beatenberg, in der Schweiz, und hat die Bezeichnung A.A.S. GmbH.

## Themen und Methoden der Prä-Astronautik

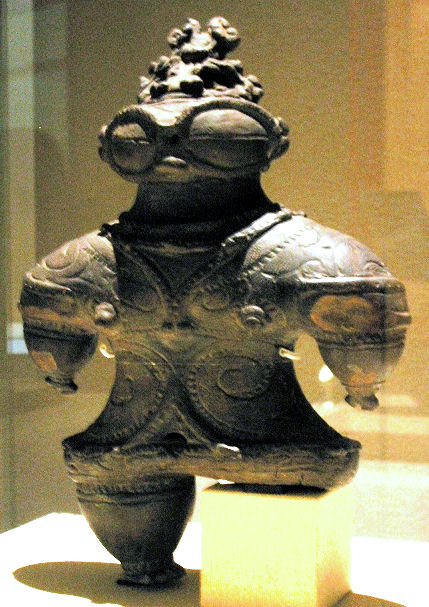
Shakōki Dogū aus der Späten Jōmon-Zeit (1000–400 v. Chr.)

Zentrales Thema und Hauptgegenstand der Prä-Astronautik ist die Annahme, dass außerirdische Raumfahrer die Erde in prähistorischer oder historischer Zeit besucht und dabei Einfluss auf die Genese des Menschen (Stammesgeschichte des Menschen) oder dessen kulturelle und technologische Entwicklung genommen hätten. Hauptgrundlage sind dabei Neuinterpretationen religiöser und mythologischer Texte, die als Berichte über tatsächliche Begebenheiten der Vergangenheit verstanden werden und Begegnungen mit außerirdischen Wesen beschreiben sollen. Religiöse Aspekte werden dabei durchweg technologisiert: So wird Schöpfung des Menschen als gentechnisches Experiment gedeutet, das Erscheinen Gottes im Tanach als Landung eines UFOs oder Engel als außerirdische Raumfahrer. Die Beschreibungen von mythischen Gegenständen oder Orten wie der Bundeslade oder der Merkaba oder die Walhall von Asgard des nordischen Sagenkreises werden dabei als nicht verstandene Verklärungen hochentwickelter Waffen-, Militär- und Raumfahrttechnik gedeutet. Mythen mit einander ähnelnden Inhalten werden ähnlich interpretiert, wie die in mehreren Kulturkreisen erwähnte Sintflut und die darauf folgende Rettung der Menschheit, die sich sowohl in der Bibel als auch im sumerisch-babylonischen Gilgamesch-Epos, in altindischen, -chinesischen oder australischen Schöpfungsmythen findet. Die Prä-Astronautik geht davon aus, dass diese Überlieferungen auf ein reales Eingreifen höher entwickelter Wesen zurückzuführen sei, das sich in den Mythen als ein ur-menschliches (im freudschen Sinne unbewusstes) Trauma ausdrücke.
Ebenfalls wichtig für die Argumentation der Prä-Astronautik ist die Neuinterpretation von archäologischen Überresten und architektonischen Bauten, die, häufig im Widerspruch zur etablierten Archäologie, als Anachronismus verstanden werden: Es wird angenommen, dass sich ihr Auftreten nicht von vorhergegangenen Erscheinungen ableiten ließe oder die technischen Möglichkeiten der damaligen Kulturträger übersteige. Solche Funde werden ähnlich den mythischen Überlieferungen als Ausdruck nicht verstandener Technologie interpretiert. Hierzu gehören etwa Statuen, Felszeichnungen oder Reliefs von menschlichen oder menschenähnlichen Figuren, deren runde und manchmal gesichtslose oder nur bestimmte Gesichtspartien zeigenden Köpfe als Helme (von Raumfahrern) gedeutet werden (zum Beispiel die Dogū-Statuen aus Japan, die Felsritzungen des Valcamonica in Italien). Es werden kleine vogel- oder fischähnliche Objekte aus dem präkolumbischen Südamerika und dem Alten Ägypten als Modelle von Fluggeräten interpretiert. Die Geoglyphen von Nazca in Peru, die überdimensionierte Tierfiguren und bis zu 20 Kilometer lange gerade Linien und Dreiecke umfassen, wurden früher von „UFO-Kontaktlern“ und Ufologen als Landebahnen von Außerirdischen angesehen.
Die Prä-Astronautik geht nicht zwangsläufig davon aus, dass diese Formen unmittelbare Folge eines direkten Kontakts mit hochtechnisierten Wesen sein müssen. Vielmehr werden solche Objekte als Ausdruck eines vorgeschichtlichen Cargo-Kultes verstanden, bei dem Menschen Zeugen von Aktivitäten dieser Wesen auf der Erde geworden seien und durch Nachahmung dieser für sie unerklärlichen Geräte und Anlagen die vermeintlichen Götter erneut herbeizurufen versuchten.
Einige Interpretationsansätze der Prä-Astronautik verbinden sie mit anderen grenzwissenschaftlichen Theorien. Hierzu gehören Überlegungen zur Existenz technisch hochentwickelter, aber untergegangener Kulturen wie Atlantis oder Mu in der menschlichen Urgeschichte, deren Bewohner verstreut bis in die historische Frühzeit überlebt haben könnten. Von einigen Vertretern wird angenommen, dass diese Kulturen durch das Einwirken intelligenter Außerirdischer oder zeitreisender Wesen aus der Zukunft entstanden oder vernichtet worden seien. Die Folge solcher Kontakte sei die Entstehung oder Weiterentwicklung der menschlichen Kultur oder die Deutung dieser Wesen zu Göttern im jeweiligen mythologischen Pantheon.
Je nach Vertreter der Prä-Astronautik können dieselben Phänomene unterschiedlich bewertet werden. Ein Beispiel ist der Bau der Pyramiden im Alten Ägypten, Mesoamerika und Südostasien. Je nach Ansatz wird die Idee des Pyramidenbaus entweder direkt zu verschiedenen Zeiten in den verschiedenen Regionen durch außerirdische Wesen oder durch Überlebende früherer technischer Hochzivilisationen (zum Beispiel Atlantis) vermittelt, oder es wird von einer Vermittlung an eine einzelne Kultur (wie das Alte Ägypten) ausgegangen, von wo aus diese Idee durch kulturelle Kontakte weitergetragen wurde.
Häufig gehen die prä-astronautischen Erzählungen mit Verschwörungstheorien einher: Wenn die Außerirdischen vor Jahrtausenden immer wieder in die Menschheitsgeschichte eingegriffen haben, waren sie ja vielleicht am Entstehen der neuzeitlichen Rationalität beteiligt. Erdoğan Ercivan nimmt etwa an, dass die Erfindungen der Frühen Neuzeit, angefangen mit Leonardo da Vincis Flugmaschinen, im Rückgriff auf uraltes Geheimwissen der Außerirdischen erfolgt wären. Andreas von Rétyi und er spekulieren über Geheimgesellschaften, die auf der Suche nach außerirdischer Hochtechnologie archäologische Expeditionen in Ägypten unternehmen würden, die sie zu unguten Zwecken nutzen wollten. Der Verschwörungstheoretiker Jim Marrs behauptet, die Weltherrschaft der Geheimgesellschaften gehe auf ihr Wissen über präastronautische Technologie zurück.

## Gegenpositionen
Die Prä-Astronautik wird in dreierlei Hinsichten kritisiert: Zum einen wird namentlich dem Bestseller-Autor von Däniken ein rein kommerzielles Interesse unterstellt. Zweitens werden die Befunde widerlegt: So gibt es nach Ansicht des Soziologen Ingbert Jüdt kaum eine von Prä-Astronautikern thematisierte Anomalie, der nicht von der Wissenschaftsgemeinde oder von Einzelpersonen, die sich dem wissenschaftlichen Mainstream verpflichtet fühlen, widersprochen wurde. Dies geschieht etwa auf den Webseiten Mysteria 3000 und Sagenhafte Zeiten (siehe Weblinks). Jüdt selber formuliert eine sprachwissenschaftliche Kritik, die von John Searles Unterscheidung zwischen „natürlichen“ und „institutionellen Tatsachen“ ausgeht: Erstere beträfen eindeutige Sinneseindrücke, während letztere immer auf Kenntnissen sozialer Regeln und des jeweiligen kulturellen Hintergrunds beruhten. Prä-Astronautiker würden Mythen und Artefakte stets als natürliche Tatsachen deuten, das heißt nach Augenschein und im Rahmen des Common sense deuten und die Berücksichtigung historischer Kontexte systematisch verweigern. Jüdt sieht darin nicht nur Unsinn, sondern auch eine teilweise nachvollziehbare Reaktion auf den Ausschluss von Laienforschung und spricht sich gegen die gesellschaftliche Schließung von Wissensdiskursen aus.
Die akademisch institutionalisierte Natur- und Geisteswissenschaft lehnt die zentralen Thesen der Prä-Astronautik ab, da diese bei umfänglicher wissenschaftlicher Betrachtung nicht zu belegen seien. Den Verfechtern prä-astronautischer Ideen wird dabei insbesondere vorgeworfen, die kontextuale Einbindung ihrer Quellen (wie schriftliche Überlieferungen, bildliche Darstellungen oder archäologische Objekte) zu vernachlässigen und sich nur selektiv auf Aspekte zu beziehen, die eine prä-astronautische Deutung ihrer Quellen oberflächlich nahelegen würden.
Ein wichtiger Kritikpunkt besteht darin, dass die geistige und kulturelle Schaffenskraft der Menschen früherer Epochen von Vertretern der Prä-Astronautik oftmals weit unterschätzt werde. Das Eingreifen hochtechnisierter Außerirdischer oder unbekannter Hochkulturen erinnere an religiöse Schöpfungsmythen, kreationistische Theorien oder „Intelligent Design“, wonach ein Aufstieg der Menschheit aus eigener biologischer und kultureller Kraft nicht möglich gewesen wäre. Die Prä-Astronautik bietet keine Lösungsansätze für die Entstehung von Intelligenz und Kultur im Allgemeinen, denn das Problem wird „nur“ zeitlich oder räumlich verlagert. Es stellt sich die Frage, wie die Außerirdischen oder frühen technischen Hochkulturen zu ihrer Intelligenz und Kultur gekommen sein sollen. Der Einwand der Prä-Astronautik, auch diese seien von anderen Wesen beeinflusst worden, verlagert das Problem nur noch weiter – bis an die Grenzen des möglichen Lebens im Universum. Sollte die erste Ursprungskultur evolutiv aus sich selbst heraus entstanden sein, so wird dieser etwas zugesprochen, was für die Entstehung des Menschen und der menschlichen Kultur abgelehnt wird. Sollte diese andererseits durch einen Schöpfungsakt entstanden sein, so wäre die Prä-Astronautik lediglich eine Variante des Kreationismus.
Neben diesem philosophischen Problem soll sich die Prä-Astronautik aber auch ganz allgemein dem wissenschaftlichen Reduktionsgedanken entziehen. Bei einem Vorhandensein mehrerer Erklärungsmöglichkeiten müsste im Anliegen des Sparsamkeitsprinzips der Wissenschaftstheorie (Ockhams Rasiermesser) die Theorie mit der einfachsten Annahme auch die am besten passende sein. Genau das vernachlässigt die Prä-Astronautik aber im wissenschaftlichen Sinne. Zwar rechtfertigt sie eventuell das Vorhandensein bestimmter Phänomene in der menschlichen Vergangenheit, doch der angenommene Einfluss durch Außerirdische oder eine frühe hoch technische Zivilisation erklärt wiederum weder den Ursprung dieser (zu erklärenden) Erscheinungen noch den der (erklärenden) Verursacher selbst. Stattdessen schafft sie nur ein neues Problem (die Verursacher), welches erneut interpretiert (also erklärt) werden muss. Somit wird eine unbekannte Variable mit Hilfe dieser Erklärung zwar reduziert, durch die Erklärung selbst wird aber gleichzeitig eine noch unbekanntere Größe produziert, die wiederum auf eine neue Erklärung wartet. Solche Situationen sind in der Wissenschaft nicht selten, ein Unterschied ist jedoch, dass die Erklärungen dafür durch die Prä-Astronautik weniger durch andere Wissenschaften und Erkenntnisse fundiert sind, als das üblicherweise der Fall ist; über Außerirdische existieren keine weiteren anerkannten Vorkenntnisse.

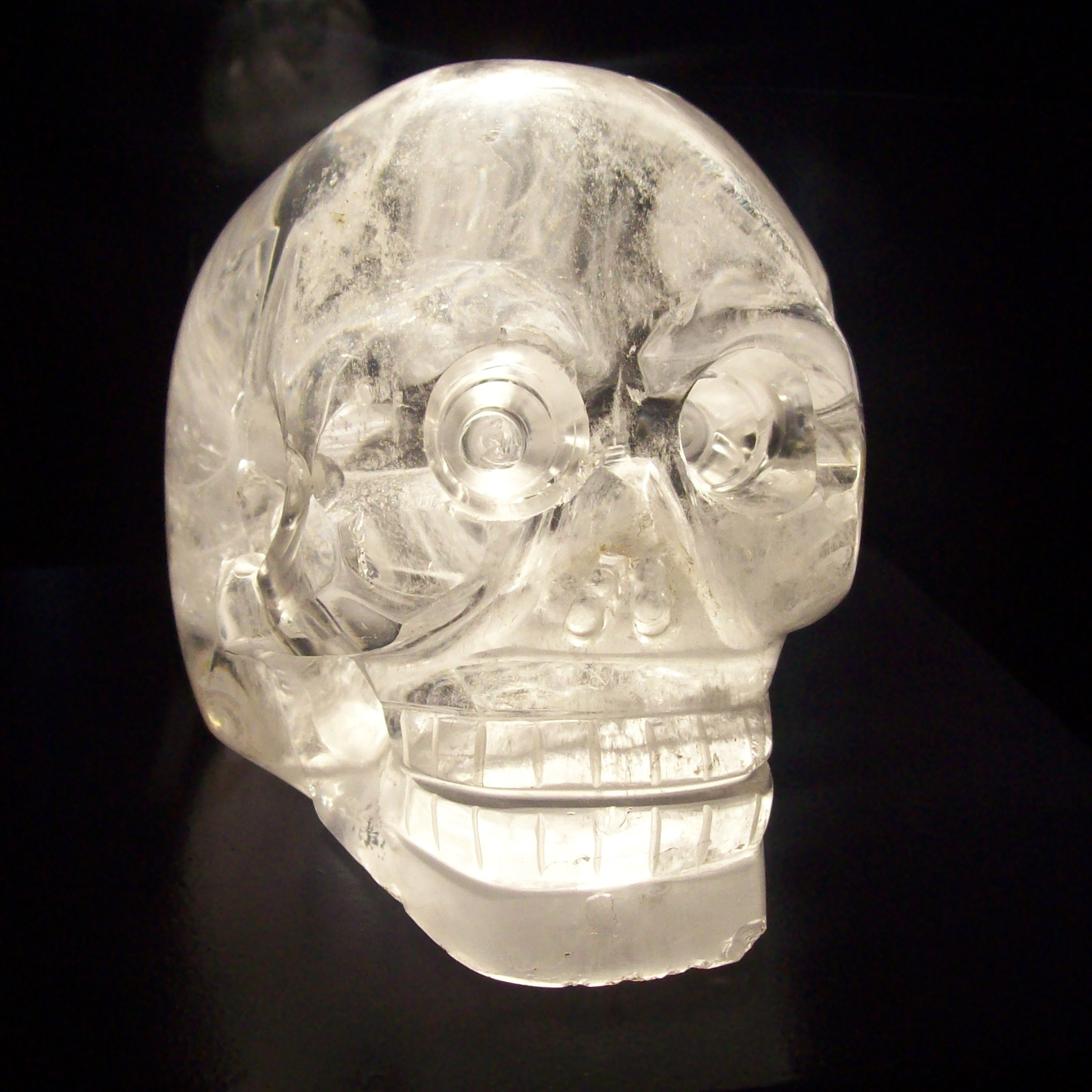
Kristallschädel im Musée du quai Branly in Paris

Ein weiterer Kritikpunkt ist der Aufbau der Prä-Astronautik als grenz- oder pseudowissenschaftliches Teilgebiet. Die Existenz von Lehrkörpern, Seminaren und (überwiegend populärwissenschaftlichen) Vorträgen, (ebenfalls überwiegend populärwissenschaftlichen) Publikationen oder die Ausschreibung von Förder- und Forschungspreisen geben ihr den Anschein einer seriösen Wissenschaft. Abgesehen davon kommt es aber selten zu Überschneidungen mit den etablierten Wissenschaften. Die Vorgehensweise der etablierten Wissenschaften, wie die Anerkennung wissenschaftlicher Resultate durch Veröffentlichung in anerkannten Fachzeitschriften oder Monographien unter der Prämisse der Wiederholbarkeit der Eruierung oder Nachvollziehbarkeit der Ergebnisse, wird weitgehend vermieden, wie auch die Diskussion unterschiedlicher Ansichten mit wissenschaftlich nachvollziehbaren Argumenten, die eine Verifizierung oder Falsifikation ermöglichen würden. Problematisch in diesem Zusammenhang ist dabei die Heranziehung singulärer Objekte, die manchmal erst durch weitere natur- oder geisteswissenschaftliche Arbeit einen tieferen Hintergrund oder Kontext erhalten, oder von Gegenständen zweifelhafter Herkunft, die nur schwer als Beweise oder Indizien herhalten können. Unwissenschaftlich ist dabei aber die Nutzung von Artefaktgruppen, die nach allen Erkenntnissen als Fälschungen anzusehen sind (siehe Diskussion um die Kristallschädel).
Abseits dieser generellen Debatte und Fundamentalbeurteilung wird die Prä-Astronautik auch inhaltlich kritisch gesehen und abgelehnt. Hervorzuheben ist dabei die bereits oben erwähnte außerkontextuelle Betrachtung von Texten, Einzelobjekten oder kulturellen Komplexen. Neben dem Herausreißen aus dem inhaltlichen Zusammenhang der jeweiligen kulturellen Epoche und/oder Region ist aber auch von Bedeutung, dass zahlreiche auftretende, teils ähnlich wirkende kulturelle Phänomene historisch oder prähistorisch keine Gleichzeitigkeit besitzen, sondern im Gegensatz dazu unterschiedliche Altersdaten aufweisen. Vor allem aber ist diese nicht vorhandene Isochronie solcher Erscheinungen ein großer Schwachpunkt der Prä-Astronautik. Als Beispiel sei hier wiederum die fast weltweit verbreitete Idee des Pyramidenbaus genannt, deren Zusammenhang mit religiösen Überlieferungen in allen Regionen außer Zweifel steht. Nach Ansicht der Vertreter der Prä-Astronautik kann diese, wie bereits beschrieben, mehrere mögliche Ursachen haben. Einerseits wäre es möglich, dass diese Idee durch mehrfache, zeitlich getrennte Einflüsse durch außerirdische Wesen oder Vertreter früher technischer Hochkulturen entstand (Altes Ägypten ab 25. Jahrhundert v. Chr., Mesoamerika ab 15. Jahrhundert v. Chr.). Demzufolge hätten die Initiatoren die Erde mehrfach besucht, oder die Überlebenden hätten unentdeckt (auch für die heutige Wissenschaft) in den einzelnen Regionen bis zur Ideeninitiation gelebt haben müssen. Wäre diese Idee hingegen nur einmal an die Ägypter vermittelt worden und hätten diese sie über hypothetisch mögliche, bisher aber nicht gesicherte kulturelle Kontakte nach Mesoamerika gebracht (wie häufig diskutiert zur Zeit Ramses II. ca. 13. Jahrhundert v. Chr.), so wäre dies zu einer Zeit geschehen, als in Ägypten schon längst keine Pyramiden mehr gebaut wurden. Hier müsse gefragt werden, warum jemand eine Idee weitervermittelt haben soll, die er selbst nicht mehr pflegte. Es ist daher eher anzunehmen, dass es sich um analoge kulturelle Entwicklungen (im Sinne der biologischen Konvergenz) handelt, abgesehen von der Tatsache, dass ägyptische und mesoamerikanische Pyramiden nur den – erst später von externen Kulturgruppen geprägten und auf die Form der Bauwerke reduzierten – Namen gemeinsam haben. Ansonsten weisen sie, bis auf wenige Ausnahmen, unterschiedliche Funktionen auf, wiewohl letztgenannte architektonisch und funktionell den mesopotamischen Zikkuraten näher stehen. Dieses Beispiel soll zeigen, dass viele kulturelle Phänomene nur äußerlich scheinbare Übereinstimmungen haben, bei genauerer Betrachtung aber große Unterschiede aufweisen, womit hier die Deutungsfähigkeit der Prä-Astronautik an ihre Grenzen gelangt.
Ähnliches kann neben diesen extrakontextuellen Betrachtungen von Einzelobjekten oder Kulturerscheinungen auch zu prä-astronautischen Theorienfindungen mit umfassenderen Fragestellungen gesagt werden. Hier sei das Beispiel der Menschwerdung und der allgemeinen kulturellen Entwicklung genannt. Zwar wurde bereits zu Anfang erwähnt, dass durch die Einwirkung höherer Mächte entweder in der gesamten ursprünglichen Menschwerdung und/oder aber bei einer später durchgeführten Intelligenzinitialisierung die Prä-Astronautik in Konkurrenz zum Kreationismus oder „Intelligent Design“ steht und als deren weniger konservative, technikgläubigere und damit progressivere Variante erscheint, das eigentliche Problem oder Phänomen aber nicht erklärt. Die Frage nach dem „Missing Link“ zwischen dem modernen heutigen Menschen und seinen affenähnlichen Urahnen seitens der Vertreter der Prä-Astronautik ist dabei Resultat der Nichtakzeptanz oder des Nichtverstehens der biologischen Evolutionstheorie, wiewohl die vorhandene (hier stark vereinfachte und Überblickscharakter tragende) Genealogie von (grazilen) Australopithecinen-Homo-habilis-Homo-erectus-Neandertaler (als europäisch-westasiatische Menschenvariante)-früher anatomisch moderner Mensch als solche Bindeglieder verstanden werden können (und im evolutionären Sinne auch müssen), wobei überlieferungsbedingt (Fossilisation) theoretisch nicht alle vorhanden sein müssen. Auch die zeitliche Distanz der mehrere Millionen Jahre dauernden Menschheitsgenese und der parallelen kulturellen Adaptation und Entwicklung ist dabei von Bedeutung. Dass die Menschheit den Großteil ihrer Existenz in „steinzeitlichen“ Verhältnissen verbrachte und scheinbar keine Innovation hervorbrachte bzw. im Umkehrschluss der Großteil technischer und kultureller Erfindungen erst in den letzten 10.000 Jahren stattfand, ist dabei einerseits auch wieder ein Produkt aus dem Unverständnis der Vorgehensweise der prähistorischen Wissenschaften, welche sich weitgehend nicht als dynamische Geschichtsabfolge (im Sinne der Darstellung schriftlich nicht überlieferter geschichtlicher Ereignisse) versteht, sondern die Beschreibung eines gegenwärtig eruierbaren Ist-Zustandes an einem bestimmten Ort zu einem bestimmten Zeitpunkt in der (prähistorischen) Vergangenheit liefert. Hier sind ebenfalls aufgrund überlieferungsbedingter Einschränkungen mehr oder weniger große Lücken vorhanden und stellt der jeweils gegenwärtige Kenntnisstand nur einen „Minimalzustand“ der ehemaligen Realität dar. Andererseits spiegelt sich auch hier wieder Unkenntnis oder Kenntnisverweigerung in Fragen biologischer Evolutions- und Populations- sowie gesellschaftlicher und kultureller Entwicklungs-, Koexistenz- und Interaktionsdynamiken wider.

## Beispiele
Weltweit gibt es zahlreiche archäologische Objekte und architektonische Bauten historischen oder prähistorischen Alters, die nach Ansicht von Vertretern der Prä-Astronautik ihren Ursprung dem direkten oder indirekten Einwirken außerirdischer Wesen zu verdanken hätten und daher als Beweise oder Indizien für die Theorie herangezogen werden. Dabei wird diese Ansicht als Gegenthese zu den Interpretationsvarianten der etablierten Natur- und Geisteswissenschaften angeboten.

### Der Aluminiumkeil von Aiud
Das Objekt von Aiud ist ein keilförmiger Körper, der 1973 bei Bauarbeiten in der Nähe der rumänischen Stadt Aiud gefunden wurde. Es wiegt 2,3 Kilogramm, besteht zu einem hohen Anteil aus Aluminium und weist eine Oxidschicht (Patina) auf. Dieser Aluminiumkeil befindet sich im Historischen Museum der Stadt Cluj-Napoca. Es gibt verschiedene (widersprüchliche) Analyseergebnisse zu seiner chemischen Zusammensetzung, die jedoch von einer einzigen Probeentnahme 1975 stammen. Der ursprüngliche Beifund von Mastodontenknochen ist verschollen. Auch der Aluminiumkeil galt 15 Jahre lang als verschollen, bis der Autor Lars A. Fischinger diesen vor Ort in Rumänien 2010 wieder auffand. Dabei konnte Fischinger auch nachweisen, dass die von 1988 bis 2010 kursierende chemische Zusammensetzung des Fundes erfunden war. Ebenso, dass 1995 im Auftrag von Peter Leb eine dritte Analyse in Lausanne in der Schweiz durchgeführt wurde, welche die vorherigen Ergebnisse bestätigte.
- Interpretation der Prä-Astronautik:

Die Oxidschicht ist so stark, wie sie Aluminiumkörper aufweisen würden, wenn sie mehr als eine Million Jahre im Erdboden lägen. Außerdem hatte man vor 1825 nicht die Möglichkeiten zur Herstellung von Aluminium. Die Form des Körpers deutet auf eine mechanische oder technische Funktion hin, beliebt ist die Interpretation als „Fuß“ zum Beispiel einer Raumfähre. Zum Beispiel vertritt der Archäologe Gheorghe Lazarovici (Cluj) diese Ansicht seit Jahren, wie er es Lars A. Fischinger gegenüber vor Ort berichtete und wie es rumänische Zeitungen mehrfach berichteten.
- Interpretation eines Historikers:

Der rumänische Historiker Mihai Wittenberger hält das Objekt für einen Bestandteil einer Messerschmitt Me 262.

### Das Sonnentor von Tiwanaku

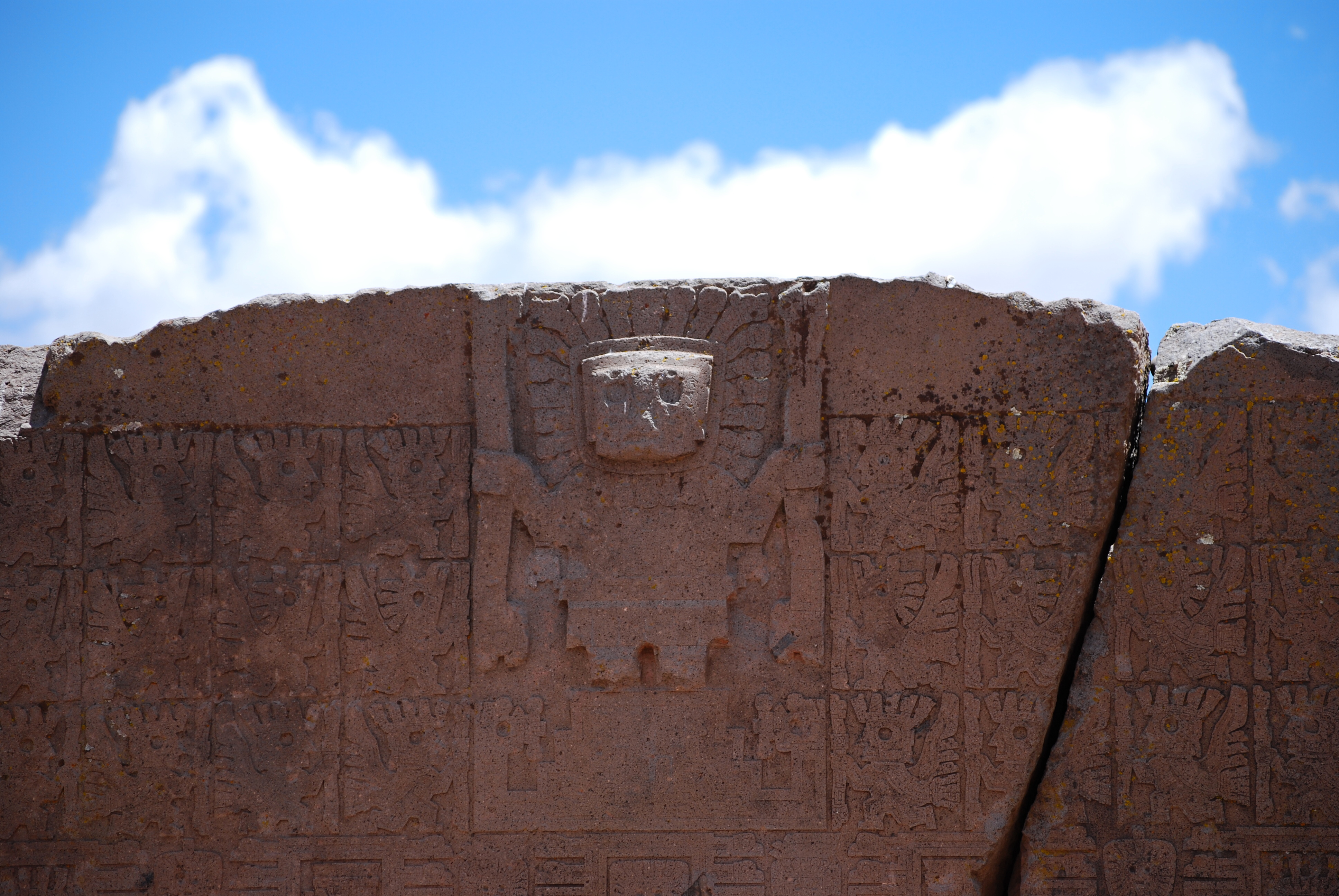
Frontal abgebildete Figur am Sonnentor von Tiwanaku. Deutlich zu erkennen ist, dass die Figur nicht fliegend abgebildet ist, wie von Däniken behauptet, sondern auf einer „Stufenpyramide“ (nach Wilfried Westphal „Podest“) steht. Bei der „Stufenpyramide“ könne es sich Alan Kolata zufolge um den terrassierten Plattformhügel Pumapunku handeln.

Für den Autor Erich von Däniken ist das Sonnentor von Tiwanaku ein Anzeichen dafür, dass Außerirdische in Tiwanaku interveniert haben könnten. Von Däniken hält es für möglich, dass die Monumentalbauten von Tiwanaku von Außerirdischen mit einem Laser angefertigt worden sind. Nach dem Spiegel traut von Däniken unseren Vorfahren diese Leistung nicht allein zu. Laut Peter Baumann sei von Däniken unmittelbar bei Anblick des Sonnentores zum Schluss gekommen, dass es sich bei den Bauherren um Außerirdische handeln muss. Er hätte sich für seine Theorien die Tatsache zunutze gemacht, dass die schweren Monolithen von Tiwanaku über eine große Anzahl von Kilometern herbeigeschafft worden waren. Von Däniken schreibt in seinem Buch Erinnerungen an die Zukunft (1968):

„In drei Reihen flankieren 48 quadratische Figuren ein Wesen, das einen fliegenden Gott darstellt.“

Der Ethnologe Wilfried Westphal stellt dazu fest, dass sich von Däniken irrt. Die Gottheit, von der von Däniken spricht, würde nicht fliegen, sondern auf einem Podest stehen (nach dem Anthropologen Alan Kolata stellt dieses „Podest“ den terrassierten Plattformhügel Pumapunku dar). In Bezug auf die Reliefmotive des Sonnentores behauptet von Däniken, dass

„[…] die Sage von Tihuanaco und die Inschrift am Giebel des Sonnentores von einem Raumschiff berichten, das die Urmutter zum Zwecke des Kindergebärens auf der Erde absetzte.“

Der Ethnologe Hermann Trimborn stellt dazu fest, dass diese Behauptung unhaltbar ist, da solch ein Vorgang in keiner Weise aus den dargestellten Motiven hervorgeht und dafür auch keine Belege existieren. Nach dem Anthropologen John Janusek steht die Vorstellung, dass bei der Errichtung von Tiwanaku Außerirdische mitgewirkt hätten, am „lächerlichen, wenn auch unterhaltsamen Ende des Spektrums“ der Pseudotheorien zu Tiwanaku.

### Die Steine von Ica

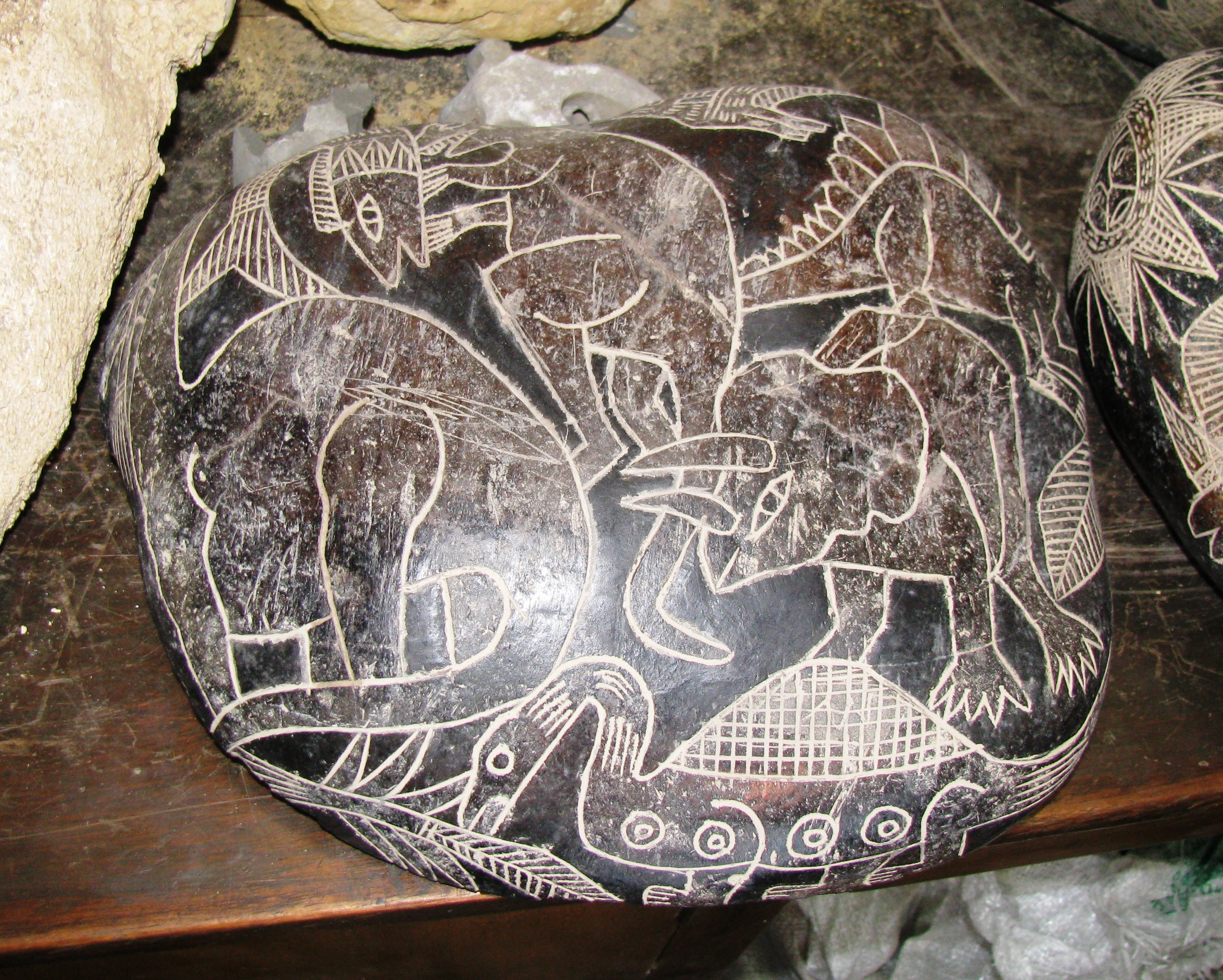
Ein Stein von Ica mit Gravuren verschiedener Dinosaurier-Arten

Bei den Steinen von Ica handelt es sich um mehrere tausend Steine, auf denen mythische Wesen, aber auch Dinosaurier und hochtechnologische Geräte zu sehen sind. Die Abbildungen und Szenen sind eingraviert und befinden sich unter einer Oberflächenoxidschicht. Die ersten Steine sollen von Indios 1961 nach heftigen Regengüssen im Flussbett des Rio Ica gefunden worden sein. Der Chirurg Javier Cabrera bekam seiner eigenen Aussage zufolge viele der Steine von diesen Indios geschenkt, und er besitzt eine der umfangreichsten Sammlungen.
- Interpretation der Prä-Astronautik:

Es handelt sich nach Darstellung von einigen Präastronautikern um Steine, die eine Million Jahre zuvor von „glyptolithischen Reisenden“ von den Plejaden hergestellt wurden, welche am „Nazca-Weltraumbahnhof“ landeten.
- Interpretation der Natur- und Geisteswissenschaft:

Da es sich um Lesefunde handelt, lassen sich die Steine zum einen nicht stratifizieren, das heißt einer bestimmten geologischen Schicht zuordnen, zum anderen können sie auch nicht als gemeinsamer Fundkomplex im Sinne eines geschlossenen Fundes angesehen werden. Zwar wurde 1966 an der Technischen Nationaluniversität von Peru bei einem willkürlich ausgewählten Stein das Alter der Oberflächenverwitterung auf mehr als 10.000 Jahre diagnostiziert, was aber angezweifelt werden kann, da die chemischen und biologischen Eigenschaften der Ursprungsumgebung aufgrund des Fundcharakters nicht bekannt sind. Außerdem behauptete ein Einheimischer, diese Steine gefälscht zu haben, und demonstrierte in einer BBC-Dokumentation sowohl die Herstellung der Gravuren als auch die nachträglichen Oberflächenveränderungen.

### Die Glühbirnen von Dendera

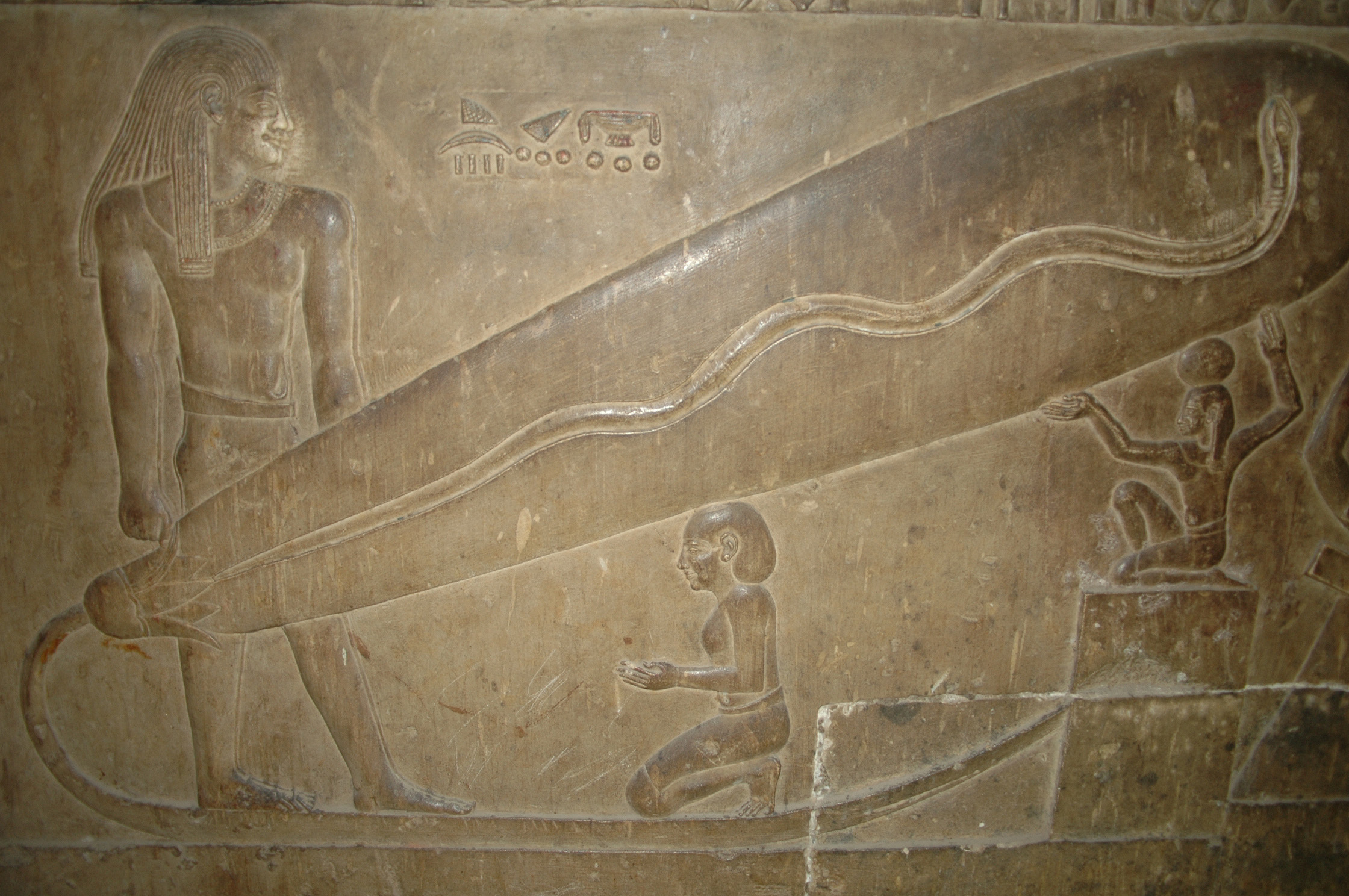
„Glühbirne“ von Dendera

Die „Glühbirnen“ von Dendera sind eine Reliefgruppe in einem Seitenraum und in einem Kellerraum des Hathortempels von Dendera (Ägypten). Dargestellt sind anthropomorphe Götterfiguren hinter schräg nach oben verlaufenden langgestreckten, teils kolbenförmigen bis bauchigen Gegenständen, die einer Lotosblüte entspringen, im Inneren eine Schlange besitzen und am Ende von einem Pfeiler gestützt werden. Umrahmt sind diese Bilder von zahlreichen Hieroglyphen. Der Tempel entstammt ursprünglich der 6. Dynastie (24. bis 23. Jh. v. Chr.), wurde später aber mehrfach um- und neugebaut. Die Reliefs selbst entstammen der ptolemäischen Epoche (4. bis 1. Jh. v. Chr.).
- Interpretation der Prä-Astronautik:

Die kolbenartigen Gegenstände auf den Reliefs stimmen mit dem Aussehen historischer Glühbirnen überein. Das bedeutet, dass Elektrizität und die Erzeugung von elektrischem Licht bereits sehr viel früher bekannt gewesen sein muss. Den den Reliefs beigeordneten Hieroglyphen können nach Untersuchungen von Krassa und Habeck Angaben zu Material und Größe der dargestellten Glühbirnen entnommen werden. Unter Hinzuziehung anderer Gegenstände, wie der Bagdad-Batterie, aber auch Bibel- und Pyramidentexten, kann die ägyptische Zeit als hochtechnisiert angesehen werden, was Resultat des Einflusses und Einwirkens außerirdischer Wesen in Form der ägyptischen Götter darstellt. Der Hathortempel diente als Aufbewahrungsort der Glühbirnen.
- Interpretation der Natur- und Geisteswissenschaften:

Die Reliefgruppe besteht aus mehreren Einzelbildern, die sich teilweise deutlich unterscheiden, aber das gleiche Grundthema haben. Die Interpretation der Prä-Astronautik bezieht sich dabei lediglich auf eines der Reliefs, das sie besonders unterstützt. Die anderen werden dabei ausgeblendet. Die Hieroglyphentexte auf der gesamten Reliefgruppe wurden erstmals 1991 von dem Ägyptologen Wolfgang Waitkus übersetzt. Demzufolge ist die Darstellung mit dem Mythos der aufgehenden Sonne in Gestalt des Gottes Harsomtus, welcher der Lotosblüte entspringt, verbunden. Die Form der „Kolben“ ist dabei eine Anspielung auf den Mutterleib der Himmelsgöttin Nut, in dem sich gemäß dem Mythos die Sonne während der Nacht verbirgt und den sie im Morgengrauen als Schlange verlässt.
- Interpretation der Ingenieurwissenschaften:

Ein Modell der theoretischen ägyptischen Glühbirne wurde vom Elektroingenieur Walter Garn anhand des von der Prä-Astronautik interpretierten Reliefteils gebaut. Dieses ist aber mit erheblichen Problemen behaftet, da einige der Bauteile, wie der als Isolator interpretierte Djed-Pfeiler am Ende des kolbenförmigen Gegenstandes, nicht wie gewünscht funktionierten. Weiterhin ist anzumerken, dass jede Referenz für Glühbirnen, die mit derart hohen Spannungen arbeiten, dass ein Isolator notwendig wäre, bisher fehlen.

### Pumapunku

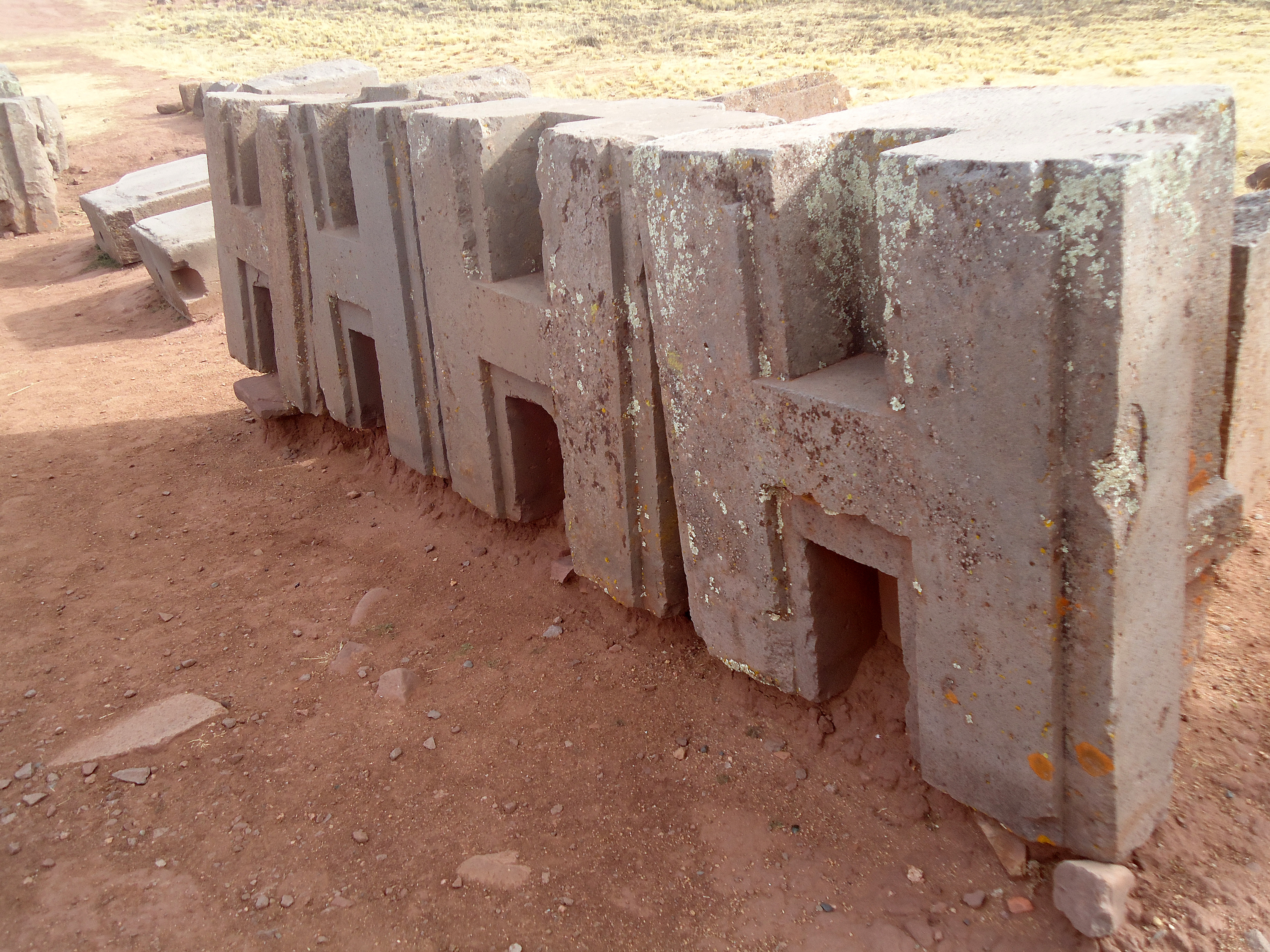
„H-Blöcke“ in Pumapunku

Pumapunku ist ein terrassierter Plattformhügel in Bolivien, auf dem sich eine in Ruinen liegende Monumentalstruktur befindet. Vertreter der Präastronautik glauben, Pumapunku sei direkt von Außerirdischen errichtet worden. Atlantis- und Ufo-Enthusiasten verweisen auf die präzise zugerichteten Steinquader in der Hochebene des Altiplano, die ihrer Ansicht nach ein Geheimnis darstellen. Die Pumapunku-Stil-Architektur gilt als einzigartig und zahlreiche Innovationen der Tiwanaku-Kultur, die sich im Pumapunku-Plattformhügel manifestieren, gelten als einzigartig und ohne Vorläufer in der (Anden-)Welt. Es handelt sich bei den Steinarchitekturen von Tiwanaku und insbesondere Pumapunku nicht um simple Blöcke, sondern um Steine mit äußerst komplizierten Details (siehe Form und Zweck der Steinblöcke), die teilweise für heutige Steinmetze schwer replizierbar sind.
- Interpretation der Prä-Astronautik:

Bei Pumapunku handelt es sich um ein Basislager von Außerirdischen; ausschließlich im Areal Pumapunku findet man Steinblöcke mit hochkomplexen Strukturen. Außerdem ist im Pumapunku-Areal nicht die für Tiwanaku typische Ikonografie anzutreffen; daher sei Pumapunku vom Rest Tiwanakus zu trennen. Pumapunku hat keine Vorläufer in der Andenwelt und muss somit direkt von Außerirdischen errichtet worden sein.
- Interpretation von Architekturhistorikern und Archäologen

Bei Pumapunku handelt es sich um ein Bauwerk der Tiwanaku-Kultur. Die feine Steinarbeit mit den komplizierten Details findet sich überall in Tiwanaku; nur gibt es bei Pumapunku die höchste Konzentration dieser Blöcke. Pumapunku passt sowohl hinsichtlich der Ikonografie als auch in Bezug auf die architektonische Ausarbeitung zum Rest von Tiwanaku. Zudem ergab eine virtuelle Rekonstruktion des Archäologen Alexei Vranich, dass die etwa 150 Einzelteile der Monumentalstruktur von Pumapunku korrekt zusammengesetzt zeitgenössische lokale Architektur ergeben. Die Form der Monumentalstruktur konnte unmittelbar als ein Design, das in Gebäuden an den beiden nahe gelegenen Fundstätten Chiripa und Pukara vorkommt, wiedererkannt werden. Dieses solide Beweisstück entkräftet die anhaltenden Behauptungen von Ancient-Aliens-Enthusiasten in der Hinsicht, dass sie Pumapunku als bestes Beispiel für außerirdische Technologie ansehen, teilweise basierend auf der Vorstellung, dass Pumapunku in seiner Form und Gestaltung keine lokalen Vorläufer hat.

### Kernbohrungen von Abusir
Im etwa 15 Kilometer von den Pyramiden von Gizeh entfernten Abusir befinden sich mehrere große Steinblöcke aus dem sehr harten Gestein Diorit. In diesen Steinen befinden sich kreisrunde Bohrlöcher (Kernlochbohrungen), teilweise existieren auch die zugehörigen Bohrkerne noch.
- Interpretation der Prä-Astronautik:

Kernbohrungen, vor allem in harten Gesteinen, sind nicht mit altägyptischer Technologie, sondern erst mit hochmodernen Maschinen möglich. Diskutiert werden zumindest Stahlwerkzeuge oder Diamantbohrer.
- Interpretation der Natur- und Geisteswissenschaft:

Schon seit Beginn des 20. Jahrhunderts gibt es plausible Erklärungen für die Kernbohrtechnik der alten Ägypter, insbesondere von Uvo Hölscher (1912), Lucas und Harris (1962) und Dieter Arnold (1991). Mehrfach wurden in altägyptischen Bohrlöchern Reste von Kupferpartikeln und Quarzsand beobachtet. Harte Gesteine wurden offenbar mit kupfernen Hohlbohrköpfen bearbeitet, wobei die eigentliche Schleifwirkung nicht durch das relativ weiche Kupfer, sondern bestimmte ins Bohrloch gestreute Schmirgelmaterialien ausgeübt wurde. Dass die Bohrlöcher meist konisch zulaufen, ist darauf zurückzuführen, dass auch der Kupferbohrkopf im Verlauf der Arbeit abgenutzt und damit schmaler wurde. Schon jungsteinzeitliche Bohrköpfe aus Feuerstein waren für sehr harte Gesteine geeignet. Bohrungen von Steingefäßen mitsamt der altägyptischen Bohrer mit Schwunggewichten sind zudem vielfach in Wandbildern von Grabkammern dargestellt. Die Bohrtechnik wurde auch zum Aushöhlen von Sarkophagen benutzt, was beispielsweise an Sarkophagen aus Sakkara oder in der Cheops-Pyramide trotz der nachfolgenden Ausmeißelung und Glättung in Resten nachzuweisen ist.
Der Einsatz von Kernbohrtechnik, die mittels tierischer Röhrenknochen und mineralischem Schleifmittel durchgeführt wurde, ist auch von Steinäxten, -beilen und -hämmern aus zähen Flussgesteinen seit der Jungsteinzeit in Mitteleuropa bekannt und wesentlich älter als die hier genannten ägyptischen.

### Der Mechanismus von Antikythera

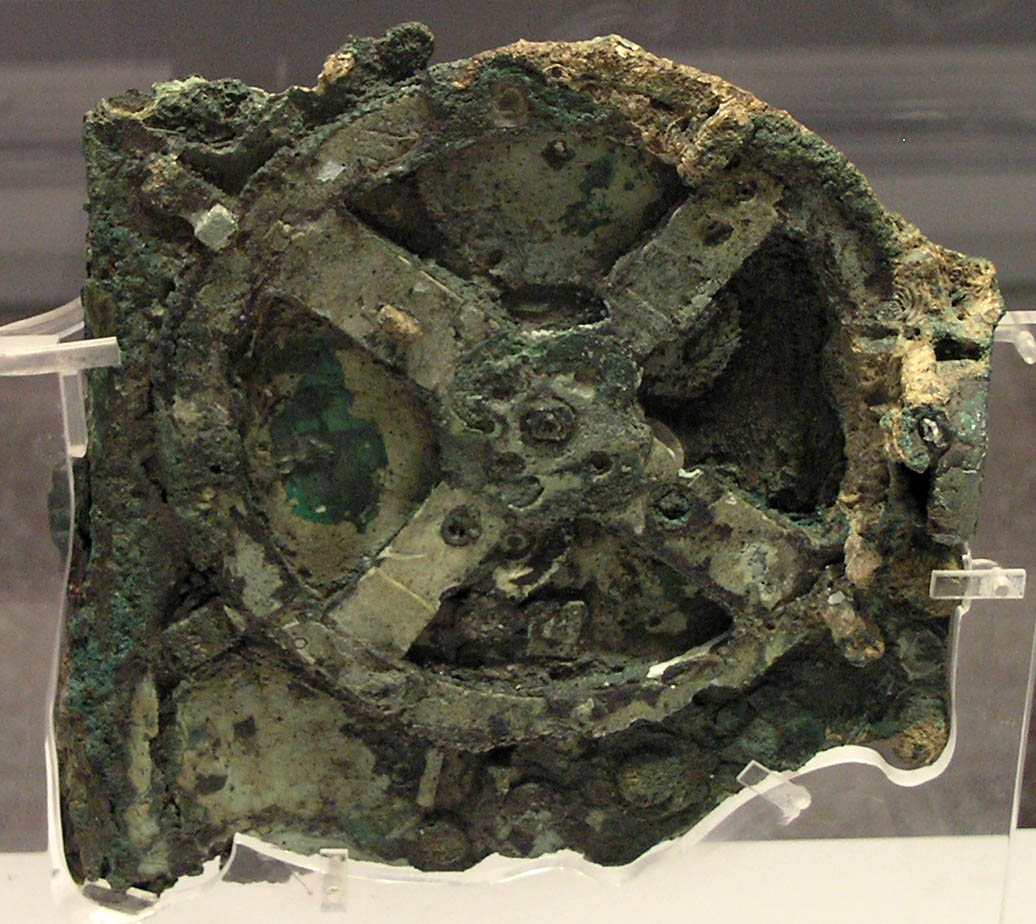
Mechanismus von Antikythera (Nationalmuseum Athen)

Zu Ostern 1900 wurde von Tauchern aus einem altgriechischen Schiffswrack vor der griechischen Insel Antikythera ein Gegenstand geborgen, welcher sehr kompakt aufgebaut ist und aus zahlreichen Zahnrädern besteht – der Mechanismus von Antikythera. Das Schiff wird auf die Zeit von 70 v. Chr. datiert. Der Gegenstand wurde aus Bronze hergestellt und war ursprünglich wahrscheinlich von einem Holzgehäuse umgeben. Archäologisch handelt es sich um die älteste erhaltene Zahnradapparatur.
- Interpretation der Prä-Astronautik:

Es stellt sich die Frage, woher die Griechen im 1. Jahrhundert v. Chr. das Wissen hatten, einen derartigen Mechanismus zu bauen, zumal dieses Wissen nicht überliefert ist und die entsprechende Technik erst mehr als 1300 Jahre später erfunden wurde.
- Interpretation der Natur- und Geisteswissenschaft:

Es handelt sich um eine Art Analogrechner, mit dem die Bewegungen und die Relationen der damals bekannten Gestirne zueinander berechnet werden konnten. Bemerkenswert ist, dass der Mechanismus ein Differentialgetriebe enthält, welches nach ursprünglicher Auffassung erst ab dem 13. Jahrhundert bekannt war. Mehrfach wurde die Apparatur wissenschaftlich untersucht, seit 2005 durch ein internationales Gemeinschaftsprojekt. Dabei wurden Schriftzeichen, die in den Zahnrädern eingeritzt waren, entdeckt und teils entschlüsselt. Sie ergaben eine Art Anleitung zur Benutzung des Gerätes. Das Gerät wurde bisher mehrfach rekonstruiert und getestet, allerdings dauern die Untersuchungen noch an. Nach Derek de Solla Price, Washington, der den Mechanismus bereits in den 1950er Jahren untersucht hatte, bedeutet die hohe mechanische und mathematische Komplexität des Gerätes aber nicht, dass der Mechanismus nicht aus der damaligen Zeit stammen könne, sondern dass die meisten modernen Historiker das wissenschaftliche Leistungsvermögen der Antike zu gering einschätzen.

### Die kolumbianischen Goldflieger
Die kolumbianischen Goldflieger sind mehrere Goldschmuckstücke im Tolima- und Quimbaya-Stil, die in kolumbianischen Schachtgräbern gefunden wurden und in die Zeit um 100 bis 1000 n. Chr. datieren. Die Objekte sind nur wenige Zentimeter groß, haben einen torpedoförmigen Rumpf, deltaförmige Seitenflügel und eine senkrechte Heckflosse. Die meisten der Objekte dieser Art werden im „Museo del Oro“ (Goldmuseum) der Banco de la República in Bogotá (Kolumbien) und im Überseemuseum Bremen aufbewahrt, doch auch in anderen Museen finden sich solche Exemplare (etwa im Ethnologischen Museum in Berlin).
- Interpretation der Prä-Astronautik:

Einzelne Bestandteile der Figuren weisen unnatürliche Formen auf (Deltaflügel, senkrechte Heckflosse). Es handelt sich demnach um Modelle von Flugzeugen, welche von den Einheimischen jener Zeit nach realen Vorbildern gebaut wurden.
- Interpretation der Natur- und Geisteswissenschaft:

Es handelt sich um die Nachbildung flugfähiger Fische. Andererseits kommt auch der Meerengel alias Engelshai in Frage, der anatomisch einige Besonderheiten (zum Beispiel die deltaförmigen Brustflossen) mit den Goldobjekten teilt.
- Interpretation der Ingenieurwissenschaft:

Untersuchungen im Windkanal am New Yorker Aeronautical Institute lassen nicht unbedingt auf Flugzeuge schließen, da neben den Vögeln auch Fische über einen aerodynamischen Aufbau verfügen (müssen), um sich optimal in ihrem Milieu bewegen zu können. Flugfähige Modelle bauten unter anderem Algund Eenboom und der Luftwaffenoffizier Peter Belting (Deutschland), weitere Untersuchungen fanden an der Universität Bremen statt.
Ein ähnlich geartetes Beispiel ist der Vogel von Sakkara, Ägypten, aus dem 2. Jahrhundert v. Chr.

### Die Grabplatte von Palenque

Zeichnung der Grabplatte von Palenque

Die Grabplatte von Palenque ist ein Sarkophagdeckel aus der Grabkammer des Königs Pakal unter dem Tempel der Inschriften in Palenque, Mexiko, welche 1952 entdeckt wurde und aus dem 7. Jahrhundert stammt. Auf dem Deckel ist ein Mann in sitzender Position dargestellt, um den zahlreiche Objekte angeordnet sind. Der Nasenrücken der Person führt nicht unter die vorderen Stirnwülste, sondern zieht über diese in gerader Linie hinweg.
- Interpretation der Prä-Astronautik:

Die halb sitzende, halb liegende Position der Figur lässt auf einen Sitz in einem raketenähnlichen Fluggerät schließen. Die Objekte um sie herum sind Bedienelemente, worauf auch die Haltung der Arme hinweist. Die obere Kopfpartie ist nicht vergleichbar zu heutigen Menschen, sondern lässt eher ein außerirdisches Wesen vermuten. Die Person stellt wahrscheinlich den Gott Kukumatz dar.
- Interpretation der Natur- und Geisteswissenschaft:

Die Übersetzung der Hieroglyphen an den Seiten der Platte beschreibt die Reise des bestatteten Königs Pakal in die Unterwelt. Die Darstellung zeigt symbolisch die Funktion Pakals als Mittler zwischen der Unterwelt und der Welt der Lebenden. Zudem dient die Darstellung auf der Grabplatte der politischen Legitimation des Königs, der seine Herrschaft nicht, wie bei den Maya üblich, von seinem Vater, sondern von seiner Mutter ableitete. Ähnlich der ägyptischen Königin Hatschepsut griff Pakal auf die Religion zurück, um seine Herrschaft zu legitimieren.

## Wechselseitige Beeinflussung mit der Popkultur
Einerseits übte die frühe Science-Fiction-Literatur einen starken Einfluss auf die Entstehung der Prä-Astronautik aus, andererseits wirkt diese auch wieder auf die moderne Film- und Literaturkultur zurück. Motive treten unter anderem in Kurzgeschichten und Romanen, zum Beispiel im Cthulhu-Mythos von H. P. Lovecraft, der Perry-Rhodan-Romanserie, in Phainomenon von Hans Dieter Klein, in Shikasta und dem darauf aufbauenden Zyklus Canopus im Argos: Archive von Doris Lessing, in Das Erbe der Sterne inklusive Fortsetzungen von James P. Hogan sowie in Als die Götter starben von Günther Krupkat auf. Häufig sind sie auch in Science-Fiction-Filmen (zum Beispiel 2001: Odyssee im Weltraum, Stargate, Mission to Mars, Alien vs. Predator, Transformers, Prometheus) und -Fernsehserien (zum Beispiel Star Trek, Stargate und Kampfstern Galactica) zu finden.

## Film und Fernsehen
- 1970: Erinnerungen an die Zukunft. Verfilmung des gleichnamigen Sachbuches von Erich von Däniken
- 1993: Auf den Spuren der All-Mächtigen. 25-teilige Serie, ausgestrahlt von Sat.1
- ab 2009: Ancient Aliens – Unerklärliche Phänomene. Serie mit über 250 Folgen, History Channel